# Cumhall mac Basna
Cumhall mac Basna ist der Name einer Sagengestalt aus dem Finn-Zyklus der keltischen Mythologie Irlands. Er ist der Anführer der Fianna.

## Mythologie
Cumhall mac Basna ist der Vater von Fionn mac Cumhaill und der unerwünschte Schwiegersohn (in anderen Versionen auch der Sohn) von Tadg mac Nuadat. Dieser weigert sich, seine Tochter Muireann Muncháem zu verehelichen, da ihm laut einer Prophezeiung von seinem Enkel Unheil droht. Um Muireann werben jedoch einige Helden, darunter auch Cumhall mac Basna. Als er abgewiesen wird, entführt er das Mädchen. Tadg ruft König Conn Cétchathach zu Hilfe und die entscheidende Schlacht findet bei Caisleán Cnucha (Castleknock, County Dublin) statt. In der Schlacht fällt Cumhall von der Hand Goll mac Mornas, aber Muireann ist bereits schwanger. Sie gebiert einen Knaben, den sie Demne (damne, „Hirschkalb“) nennt, den späteren Fionn mac Cumhaill. Goll mac Morna übernimmt von Cumhall die Führung der Fianna.
In der Erzählung über die Vorgeschichte der Schlacht, Fotha Catha Cnucha („Die Ursache der Schlacht von Cnucha“), wird auch berichtet, dass König Cathair Mór den Hügel von Almu (Dun Aillinne Hillfort, County Kildare) an den Druiden Nuada mac Aichi übergab. Dieser Hügel wird später bekannt als Wohnsitz von Nuadas Urenkel Fionn mac Cumhaill.